# Mo Asumang

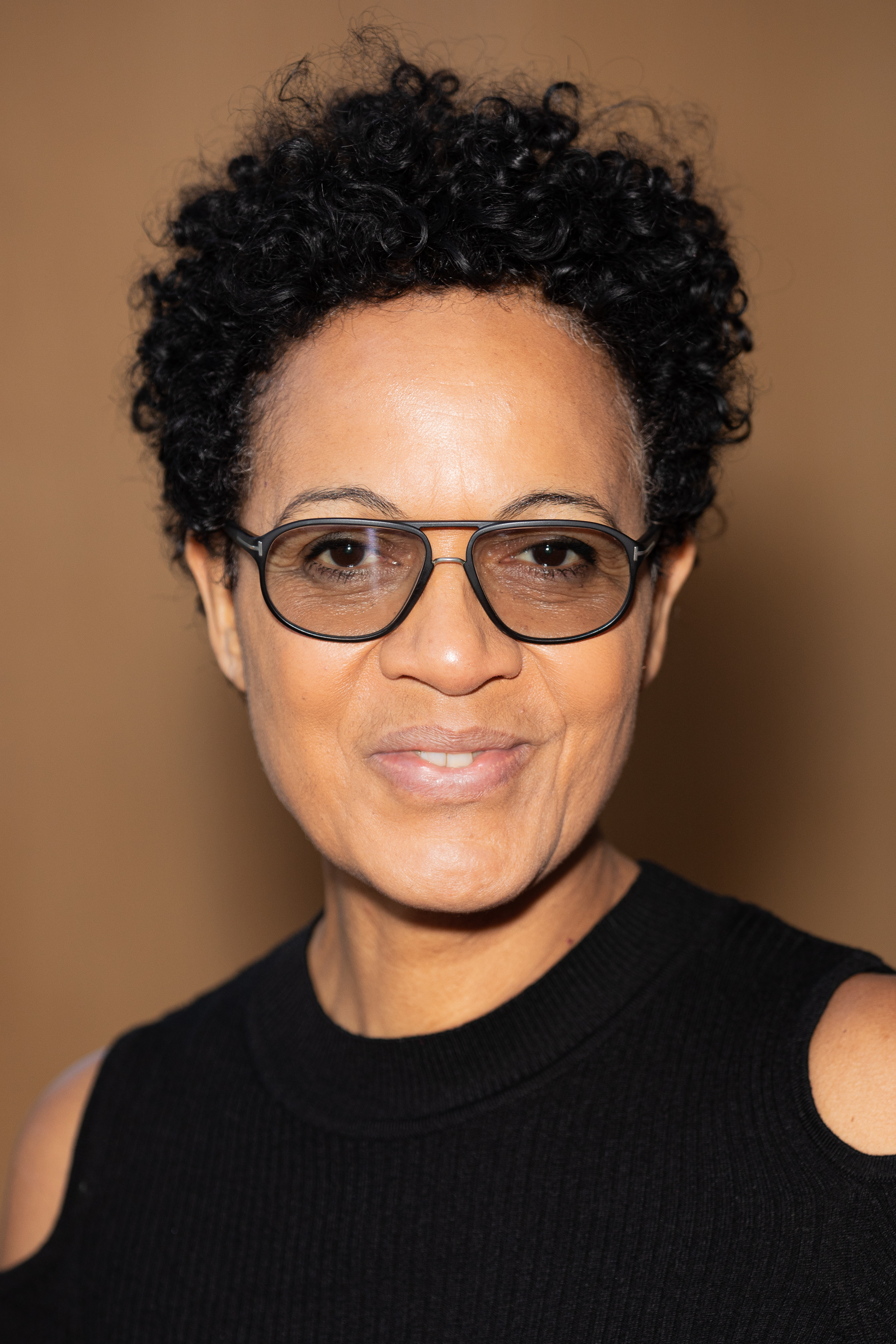
Mo Asumang, 2019

Mo Asumang (* 13. Juni 1963 als Monika Yaa akoma Asumang in Kassel) ist eine deutsche Filmregisseurin, Fernsehmoderatorin, Autorin, Schauspielerin, Sängerin, Synchronsprecherin, Künstlerin und Filmproduzentin.

## Leben
Mo Asumang ist die Tochter einer Deutschen und eines Ghanaers. Sie wurde von ihrer Großmutter mütterlicherseits großgezogen. Nach deren Tod erfuhr sie, dass diese während der Zeit des Nationalsozialismus als Schreibkraft für die SS gearbeitet hatte.
Ihr Abitur machte Asumang am Goethe-Gymnasium Kassel. Von 1985 bis 1990 studierte sie Visuelle Kommunikation an der Hochschule für Bildende Künste Kassel und von 1992 bis 1994 Klassischen Gesang an der Universität der Künste Berlin. 1994 wirkte sie bei dem Album I shot the moon von Poems for Laila als Backgroundsängerin mit. 
Seit 1994 arbeitet sie als Sprecherin, seit 1996 als Moderatorin und Schauspielerin. Sie war damals die erste afrodeutsche Moderatorin im deutschen Fernsehen.
Von 1997 bis 2000 moderierte Asumang bei ProSieben die Fernsehsendung Liebe Sünde. Sie synchronisierte unter anderem die Rolle der Fähnrich Seska in der US-amerikanischen Fernsehserie Star Trek: Raumschiff Voyager. In Roman Polańskis Film Der Ghostwriter (2010) spielte sie die Rolle der US-Außenministerin Condoleezza Rice.
2004 gründete sie die MA Motion Filmproduktion GmbH und führt Regie für Dokumentarfilme. Mit ihren Filmen hält sie in Schulen und Universitäten (u. a. Yale University) weltweit Vorträge zum Thema Rassismus und Fremdenfeindlichkeit.
Mo Asumang erhielt 2016 den Verdienstorden des Landes Berlin und 2019 das Bundesverdienstkreuz am Bande.
Mo Asumang lebt in Berlin.

## Filme
Ihr Regiedebüt gab Asumang 2007 mit dem Dokumentarfilm Roots Germania, der 2008 für den Adolf-Grimme-Preis nominiert wurde. Der Film ist in erster Linie ihre Suche nach Identität. Auslöser war das Lied Noten des Hasses der Neonazi-Band White Aryan Rebels, in dem ihr sowie unter anderem Rita Süssmuth, Michel Friedman, Alfred Biolek, Stefan Heym und Hella von Sinnen der Tod gewünscht wird. Für die Auseinandersetzung mit Germanen- und Rassenideologie reiste Asumang quer durch Deutschland und nach Afrika, wo sie erstmals mit ihrer Mutter und ihrem Vater über Zugehörigkeit sprach. Der Film ist eine persönliche Suche nach Zugehörigkeit und Heimat.
Für den 2010 veröffentlichten Dokumentarfilm Road to Rainbow – Willkommen in Südafrika war Asumang mit dem afrikanischen Comedian Kagiso Lediga in den Townships von Kapstadt und Johannesburg unterwegs und porträtierte den 12-jährigen HIV-Infizierten Inganathi, der Fußballer werden möchte.

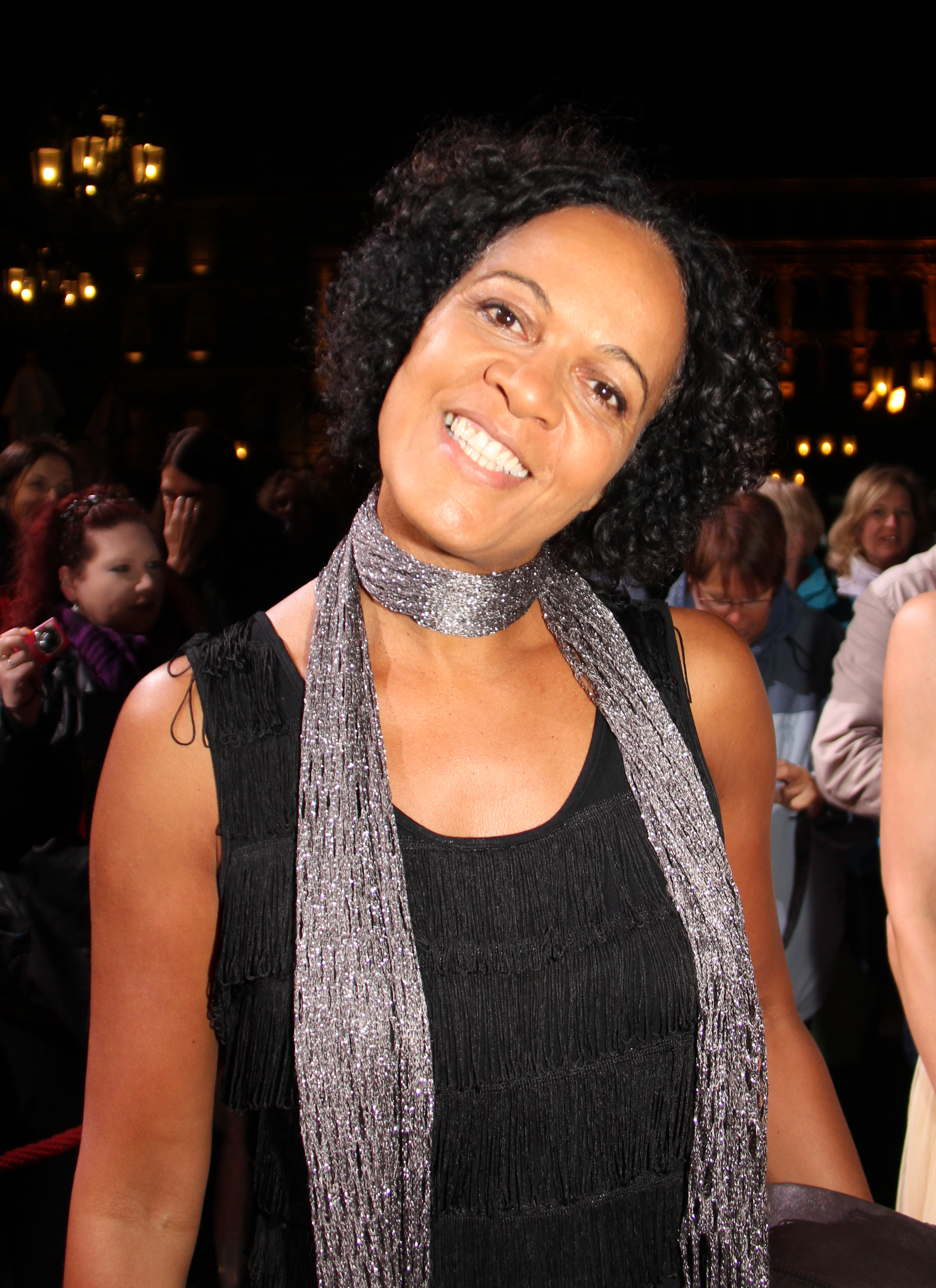
Mo Asumang bei der Gala zum Hessischen Film- und Kinopreis 2012 in Frankfurt

Im Dokumentarfilm Die Arier (2014) konfrontierte Asumang Rassisten mit scheinbar arglosen Fragen: „Was sie eigentlich gegen Schwarze haben, was sie ihnen getan hätte. Der Mann unter der Maske ist sichtlich verlegen, murmelt etwas davon, dass er gegen sie persönlich ja gar nichts habe. Es sind Momente wie diese, die so selbstentlarvend sind. Und die diese Doku ausmachen“, so Peter Zander in seiner Rezension in der Berliner Morgenpost. In ihrem Drehbericht im ARTE Magazin schilderte Asumang, warum sie ohne Begleitschutz, aber mit Kamerafrauen weitergearbeitet hat.
In der Dokumentarfilm-Serie Mo Asumang und von 2022 interviewt sie z. B. homophobe Menschen, extreme Linke, Männerrechtler, fundamentalistische Christen, Querdenker und Rassisten.

## Buch
In ihrem 2016 veröffentlichten Buch Mo und die Arier. Allein unter Rassisten und Neonazis beschreibt Mo Asumang, welche Wirkung Rassismus auf sie als Betroffene hat. Sie trifft weltweit Rassisten, Neonazis, Pegida-Mitläufer und Angehörige des Ku-Klux-Klan und chattet sogar auf Nazi-Datingplattformen. Auch wenn die Herangehensweise Asumangs zunächst naiv anmutet, ermöglicht ihr ihre Unvoreingenommenheit erkenntnisreiche Begegnungen mit Rassisten jedweder Couleur. Ihr Ziel ist es, den Kreislauf von Wut, Hass und Gewalt zu unterbrechen. Das Buch erreichte Platz 18 der Spiegel-Bestsellerliste.
2018 erhielt Mo Asumang den Alfred-Müller-Felsenburg-Preis für aufrechte Literatur. Asumang qualifizierte sich für den Literaturpreis durch schriftstellerisches Niveau, soziales Engagement sowie Mut und Zivilcourage.

## Ehrenamt
Asumang ist im Vorstand der Deutschen Filmakademie, Sektion Regie. Sie ist Schulpatin des Gymnasiums Alexander S. Puschkin in Hennigsdorf, das Mitglied des Schulnetzwerks Schule ohne Rassismus – Schule mit Courage ist. In einem Interview im Oktober 2013 sagte Asumang: „Ich bin ja immer der Meinung, dass Deutschland ab und zu mal in den Spiegel schauen sollte, weil eine Gesellschaft natürlich immer im Wandel ist. Die Gesellschaft bleibt nicht so, wie sie ist, sonst würde ein Land erst gar nicht entstehen.“ Sie engagiert sich für den Opferfonds Cura, der Opfer rechtsextremer Gewalt finanziell unterstützt.
Mo Asumang wurde 2014 zusammen mit anderen Prominenten zu einer ehrenamtlichen „Botschafterin gegen Rassismus“ für die Antidiskriminierungsstelle des Bundes ernannt.
Seit 2022 ist sie im Vorstand des Förderkreises Denkmal der ermordeten Juden Europas e. V. und unterstützt den Raum der Namen.

## Filmografie (Auswahl)
Regie
- 2007: Roots Germania (Dokumentarfilm) ZDF
- 2010: Road to Rainbow (Dokumentarfilm) ZDF
- 2014: Die Arier (Dokumentarfilm) ZDF, ARTE
- 2020: Corona Brainstorm (Kurzfilm) RBB
- 2022: Mo Asumang und (Dokumentarfilm-Serie, 6 Episoden) 3sat:
  - Mo Asumang und die Gedanken der Rechten
  - Mo Asumang und die Krise der Männer
  - Mo Asumang und der Streit ums queere Leben
  - Mo Asumang und die Welt der Querdenker
  - Mo Asumang und der Kampf der Linken
  - Mo Asumang und das fundamentale Christentum

Schauspielerin
- 2010: Der Ghostwriter (Spielfilm)

## Publikationen
- Mo und die Arier: Allein unter Rassisten und Neonazis. Fischer, Frankfurt am Main 2016, ISBN 978-3-596-03443-7.

## Ausstellungen
- Mo Asumang beteiligte sich als Kuratorin und Künstlerin mit einer Video-Triptychon-Installation an der Ausstellung Rassismus – Die Erfindung von Menschenrassen im Deutschen Hygiene-Museum Dresden vom 19. Mai 2018 bis 6. Januar 2019.[12]

## TV-Journalistin (Auswahl)
- 1996: Classic Clips, Magazinsendung ORB
- 1997: Logenplatz, Magazinsendung ORB
- 1997–2001: Liebe Sünde, Magazinsendung Pro Sieben
- 2002: Viva Inside Berlin, Magazinsendung VIVA
- 2007: Roots Germania, Dokumentarfilm ZDF
- 2010: Road to Rainbow, Dokumentarfilm ZDF
- 2014: Die Arier, Dokumentarfilm ZDF, ARTE
- 2022: Mo Asumang und (Dokumentarfilm-Serie, 6 Episoden) 3sat

## Nominierungen
- 2008: Grimme-Preis, Nominierung – für Roots Germania
- 2008: Achtung Berlin – new berlin film award für Roots Germania – nominiert für den Preis der ökumenischen Jury
- 2014: Prix Europa, Nominierung
- 2015: Grimme-Preis, Nominierung – für Die Arier

## Auszeichnungen
- 2008: Adler Award – Best Black Media Entertainer,  African Youth Foundation
- 2010: Adler Award – Best Black Media Entertainer, African Youth Foundation
- 2014: World Cinema Best Documentary des Phoenix Film Festivals für Die Arier
- 2014: World Cinema Audience Award des Phoenix Film Festivals für Die Arier
- 2014: Öngören Preis für Demokratie und Menschenrechte des Filmfestivals Türkei/Deutschland für Die Arier
- 2014: Magnolia Award – Documentary Best Director des Shanghai Television Festivals für Die Arier
- 2014: Deutscher Regiepreis Metropolis in der Kategorie Dokumentarfilm für Die Arier
- 2015: Quotenmeter Fernsehpreis für Die Arier
- 2016: Verdienstorden des Landes Berlin
- 2018: Alfred-Müller-Felsenburg-Preis für aufrechte Literatur
- 2019: Bundesverdienstkreuz am Bande